# Giovanni Battista Meduna
Giovanni Battista Meduna (Venezia, 1800 – Venezia, 1880) è stato un architetto italiano.

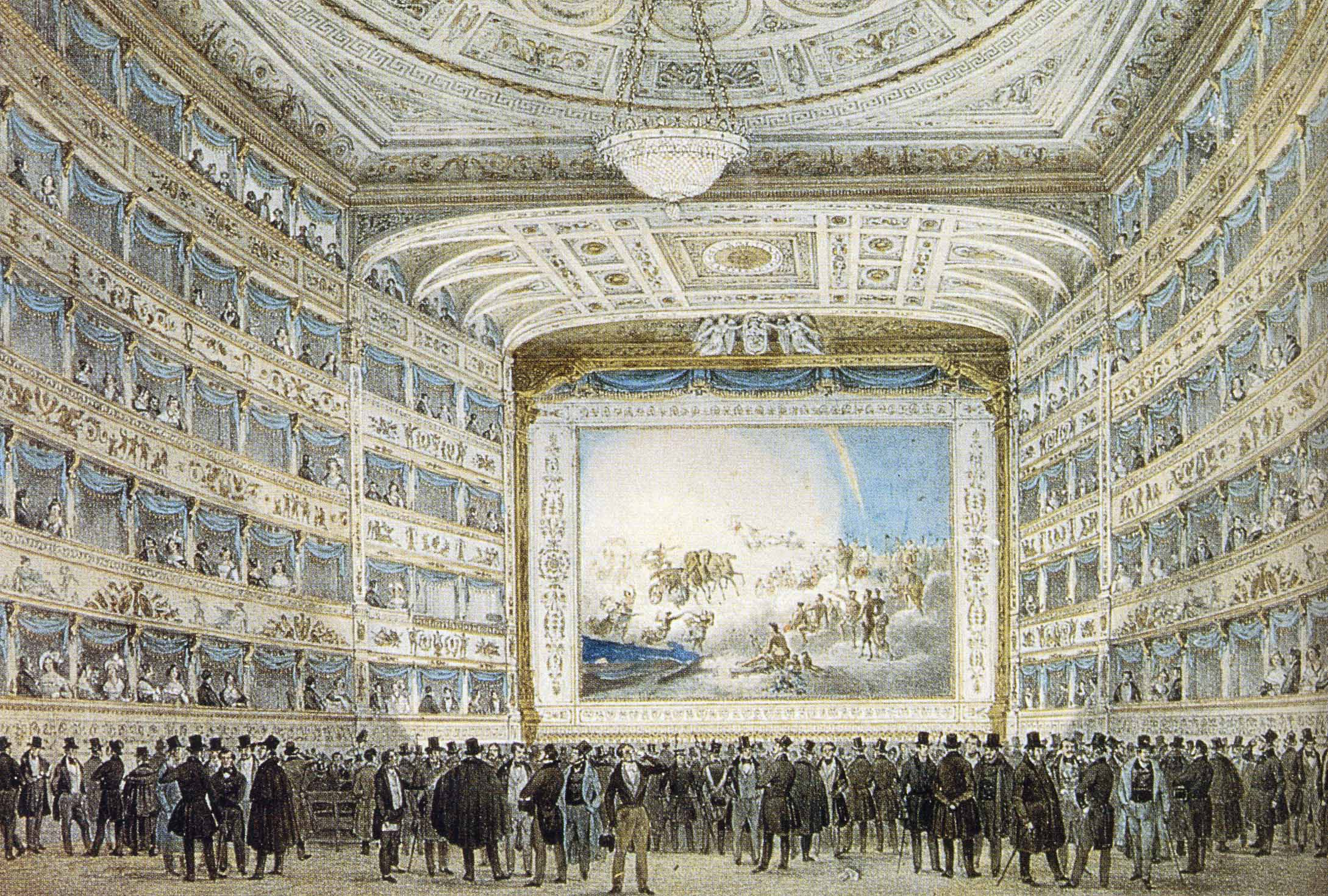
Interno del Gran Teatro La Fenice (1837)

La sua opera si incentrò particolarmente nella ricostruzione e nel restauro. A Venezia ricostruì il Gran Teatro La Fenice, distrutto dall'incendio del 1836 e partecipò al restauro di altri edifici quali la Ca' d'Oro, la basilica di San Marco e la chiesa di San Silvestro.
Nell'entroterra si occupò della ricostruzione di numerosi luoghi di culto, come il Duomo di San Donà (distrutto nella prima guerra mondiale), le chiese parrocchiali di Fossalta di Piave, Santa Lucia di Piave e Carpenedo. Si occupò, inoltre, del rimaneggiamento della facciata dell'arcipretale di Noale, della sopraelevazione del campanile sempre dell'arcipretale di Noale e dei restauri della chiesa di San Nicolò a Treviso, nonché della progettazione dei teatri "Dante Alighieri" di Ravenna e "Antonio Bajamonti" di Spalato.
Edificò, per la ricca famiglia Balbi Valier, Palazzo Balbi Valier Sammartini a Pieve di Soligo.
Collaborò spesso con il fratello Tommaso, ingegnere e progettista del primo ponte ferroviario tra Venezia e la terraferma.